# Джордж Сігал
Джордж Сігал (англ. George Segal; 13 лютого 1934, Лонг-Айленд, Нью-Йорк, США — 23 березня 2021) — американський актор. Бакалавр мистецтв.

## Біографія
Вчився в приватній школі George School в Ньютауні, штат Пенсильванія, яку закінчив у 1951 році. Вивчав драматичне мистецтво в студії Герберта Бергхофа в Гринвіч-Віллидж у Нью-Йорку. У 1955 році закінчив Колумбійському університеті.

## Кар'єра
Кар'єру починає як театральний актор — виступає у драматичних п'єсах і комедіях, як музикант — грає на банджо в різних колективах. На початку 1960-х починає грати в кіно і на телебаченні. Підписавши в 1961 році контракт з «Columbia Pictures», Сігал з'являється в епізодичних ролях у фільмах «Молоді лікарі» (1961), «Перший акт» (1963), «Робота для стрільця» (1964) і серіалах «Голе місто», «Година Альфреда Хічкока», «Театр Армстронга». Найбільш відомий фільм за участю Сігала цього періоду — оскароносна військово-історична драма про висадку союзних військ у Нормандії «Найдовший день» (1962). Першого успіху досяг в 1965 році після ролі у трагікомедії Стенлі Крамера «Корабель дурнів». Через рік Джордж Сігал був номінований на премію «Оскар» за роль у драмі «Хто боїться Вірджинії Вульф?». Далі були успішні ролі в картинах «Меморандум Квіллера» (1966), «Ремагенський міст» (1969), «Філін та кішечка» (1970), «Любити» (1970), «Крадений камінь» (1972) і «Кумедні пригоди Діка і Джейн» (1977).
У 1965 році став лауреатом премії «Золотий глобус» у категорії «Найбільш багатообіцяючий новий актор». У 1974 році був удостоєний премії «Золотий глобус» за роль в романтичній комедії «З шиком».

## Особисте життя
У 1956 році одружився з Маріон Собел, 2 червня 1983 року вони розлучилися. У них народилося двоє доньок: Поллі (1966) і Елізабет (1962). Вдруге одружився 9 жовтня 1983 року на Лінді Рогофф, 13 червня 1996 року вона померла. 28 вересня 1996 року його дружиною стала шкільна подруга Соня Шульц Гринбаум.

## Вибіркова фільмографія
| Рік       |   | Українська назва                   | Оригінальна назва               | Роль                             |
| --------- | - | ---------------------------------- | ------------------------------- | -------------------------------- |
| 1962      | ф | Найдовший день                     | The Longest Day                 | рейнджер армії США               |
| 1965      | ф | Корабель дурнів                    | Ship of Fools                   | Девід Скот                       |
| 1966      | ф | Зниклий загін                      | Lost Command                    | лейтенант Махіді                 |
| 1966      | ф | Меморандум Квіллера                | The Quiller Memorandum          | Квіллер                          |
| 1966      | ф | Хто боїться Вірджинії Вульф?       | Who's Afraid of Virginia Woolf? | Нік                              |
| 1971      | ф | Народжений перемагати              | Born to Win                     | Джей                             |
| 1972      | ф | Крадений камінь                    | The Hot Rock                    | Келп                             |
| 1977      | ф | Аферисти Дік та Джейн розважаються | Fun with Dick and Jane          | Дік Гарпер                       |
| 1989      | ф | Дивись, хто говорить               | Look Who's Talking              | Альберт                          |
| 1993      | ф | Армія одинака                      | Joshua Tree                     | лейтенант Франклін Л. Северенсен |
| 1996      | ф | Це моя вечірка                     | It's My Party                   | Пол Старк                        |
| 1996      | ф | У дзеркала два обличчя             | The Mirror Has Two Faces        | Генрі Файн                       |
| 1996      | ф | Біда біду тягне                    | Flirting with Disaster          | Ед Коплін                        |
| 1996      | ф | Кабельник                          | The Cable Guy                   | батько Стівена                   |
| 1997—2003 | с | Журнал мод                         | Just Shoot Me!                  | Джек Галло                       |
| 2010      | ф | Кохання та інші ліки               | Love and Other Drugs            | лікар Джеймс Ренделл             |
| 2013—2021 | с | Голдберги                          | The Goldbergs                   | Альберт Соломон                  |